# Ogust convention
Ogust bezeichnet eine Bridge-Konvention, die von dem Antwortenden verwendet wird, nachdem sein Partner mit weak-two eröffnet hat; Zweck dieser Konvention ist es, die Stärke der weak-two-Eröffnung herauszufinden. Sie ist benannt nach dem US-amerikanischen Bridge-Spieler Harold A. Ogust und auch unter dem Namen 'Blue Club response', einem Bietsystem, entwickelt von Benito Garozzo, bekannt.

## Anwendung
Nach einem weak-two-Eröffnungsgebot fordert ein forcing relay bid von 2NT durch den Antwortenden den Eröffner auf, die Stärke und Qualität seiner Hand zu beschreiben. Der Antwortende hat normalerweise Werte, die eines Eröffnungsgebots würdig sind, und ist an einem Vollkontrakt interessiert, obwohl er keine Trumpfunterstützung garantiert.

## Antworten
Die Standard-Antworten auf die Ogust-Konvention sind:
- 3♣ zeigt eine „minimale“ Hand mit einer „schlechten“ Farbe
- 3♦ zeigt eine „minimale“ Hand mit einer „guten“ Farbe
- 3♥ zeigt eine „maximale“ Hand mit einer „schlechten“ Farbe
- 3♠ zeigt eine „maximale“ Hand mit einer „guten“ Farbe
- 3NT zeigt eine „solide“ Farbe (Das sind AKD in der langen Farbe)

Die Definitionen von „minimalen“ und „maximalen“ Händen und „schlechten“ und „guten“ Farben sind eine Frage der Partnerschaftsvereinbarung. Viele Spieler betrachten ein „minimales“ Blatt als 6–7 hohe Kartenpunkte (HCP) und ein „maximales“ Blatt als 8 oder mehr HCP. Es gibt noch mehr Variationen in der Interpretation von „schlechten“ und „guten“ Karten. Partnerschaften, die in ihren Preemts streng sind, neigen dazu, nur Farben mit zwei der obersten drei oder drei der obersten fünf Karten als „gut“ zu betrachten, während Partnerschaften, die mit schlechteren Farben preempten, schwächere Farben als „gut“ beschreiben können.
Nachdem die Qualität der Eröffnungshand bekannt ist, kann der Partner den Kontrakt setzen.

## Varianten
Es gibt viele Varianten der Ogust-Konvention. Einige Partnerschaften kehren die Bedeutung von 3♦ und 3♥ um, was Ogusts ursprüngliche Formel ist.
- 3♣ zeigt eine „minimale“ Hand mit „schwacher“ Farbe
- 3♦ zeigt eine „maximale“ Hand mit „schwacher“ Farbe
- 3♥ zeigt eine „minimale“ Hand mit „guter“ Farbe
- 3♠ zeigt eine „maximale“ Hand mit „guter“ Farbe

Ogust's Originalformel zeigte 3NT auch nicht als solide Farbe.
Andere Varianten definieren eine „schlechte“ Farbe als eine der drei höchsten Figuren, und eine gute Farbe als zwei der drei höchsten Figuren, wobei „solide“ AKD bedeutet, oder definieren die minimale Stärke als 6–8 HCP und die maximale Stärke als 9–10 HCP (Benji Acol).